# Ninian (imię)
Ninian – imię męskie nieznanego pochodzenia, być może stanowiące zlatynizowaną formę walijskiego imienia Nynnyaw. Patronem tego imienia jest św. Ninian ze Szkocji, żyjący w IV/V wieku.
Imię to nie zostało nadane żadnemu dziecku jako pierwsze w Polsce w latach 2019, 2020, 2021, 2022, 2023.
Ninian imieniny obchodzi 16 września.